# Český ráj
Český ráj (německy Böhmisches Paradies) je název pro území ve středním Pojizeří, které vyniká vysokou koncentrací přírodních i historických památek. Geograficky je region vymezen spojnicí Mladá Boleslav, Mnichovo Hradiště, Hodkovice nad Mohelkou, vrch Kopanina, Železný Brod, Semily, Nová Paka, Jičín, Kopidlno, Sobotka a Dolní Bousov.
Název Český ráj původně označoval oblast Litoměřicka (dnes zvanou Zahrada Čech), osídlenou německy mluvícím obyvatelstvem. Současné vymezení vzniklo ve 2. polovině 19. století. Jako jeho autoři bývají uváděni lázeňští hosté, kteří navštěvovali lázně Sedmihorky, první doložené použití však pochází od redaktora Václava Durycha z roku 1886.

## Popis
Území ležící zhruba 90 km severovýchodně od Prahy je přibližně ohraničeno městy: Sobotka, Mnichovo Hradiště, Sychrov, Frýdštejn, Železný Brod, Semily, Lomnice nad Popelkou, Železnice a Jičín. Za "srdce Českého ráje" je tradičně považován Turnov. Hlavními dominantami kraje je hora Kozákov a zřícenina hradu Trosky. Oblast Českého ráje je charakteristická pískovci, které zde vznikly v druhohorách na okrajích tehdejšího moře. Významná jsou také skalní města, především Prachovské skály, Příhrazské skály, Hruboskalsko a rybníky, např. Žabakor, Komárovský rybník a rybníky v podtroseckých a podkosteckých údolích. K pozoruhodným prvkům skalních měst patří jeskyně, pseudozávrty, skalní brány a okna. 

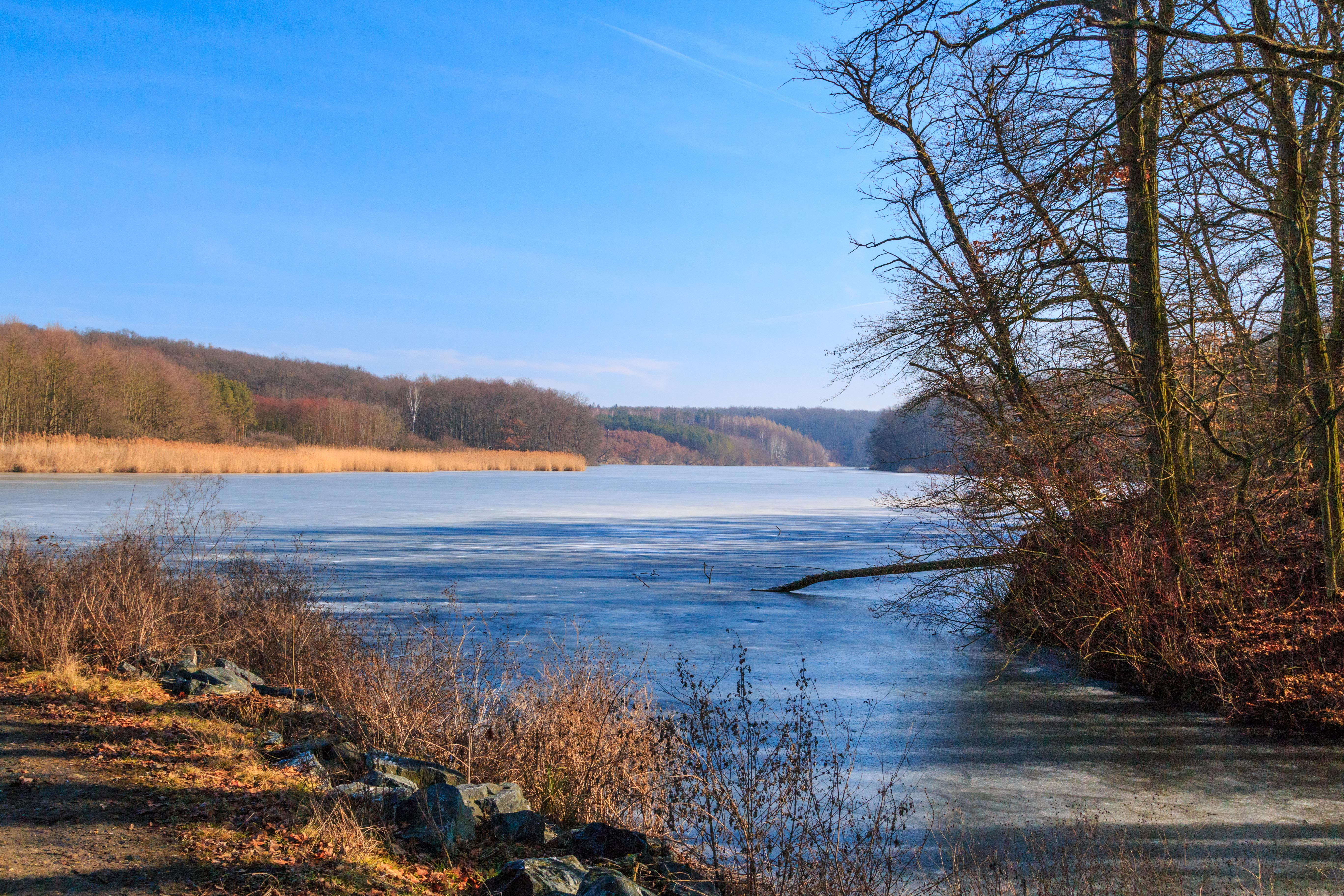
Komárovský rybník
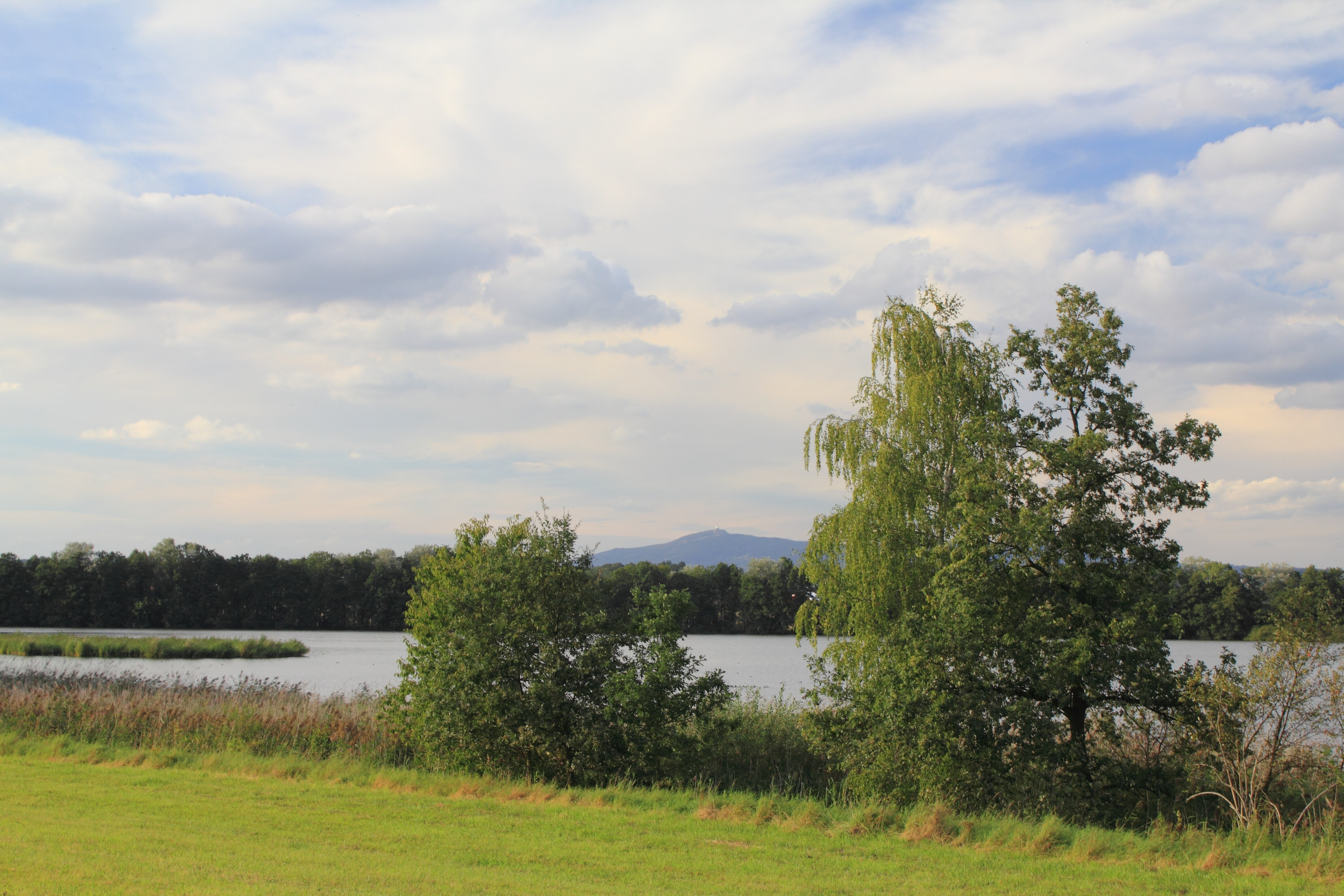
rybník Žabakor
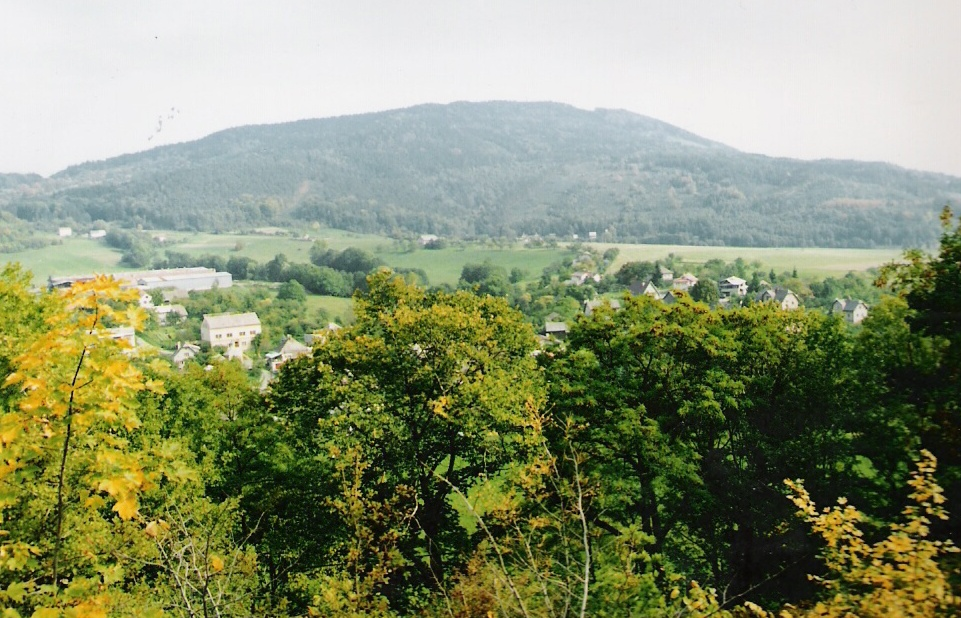
Kozákov

## CHKO

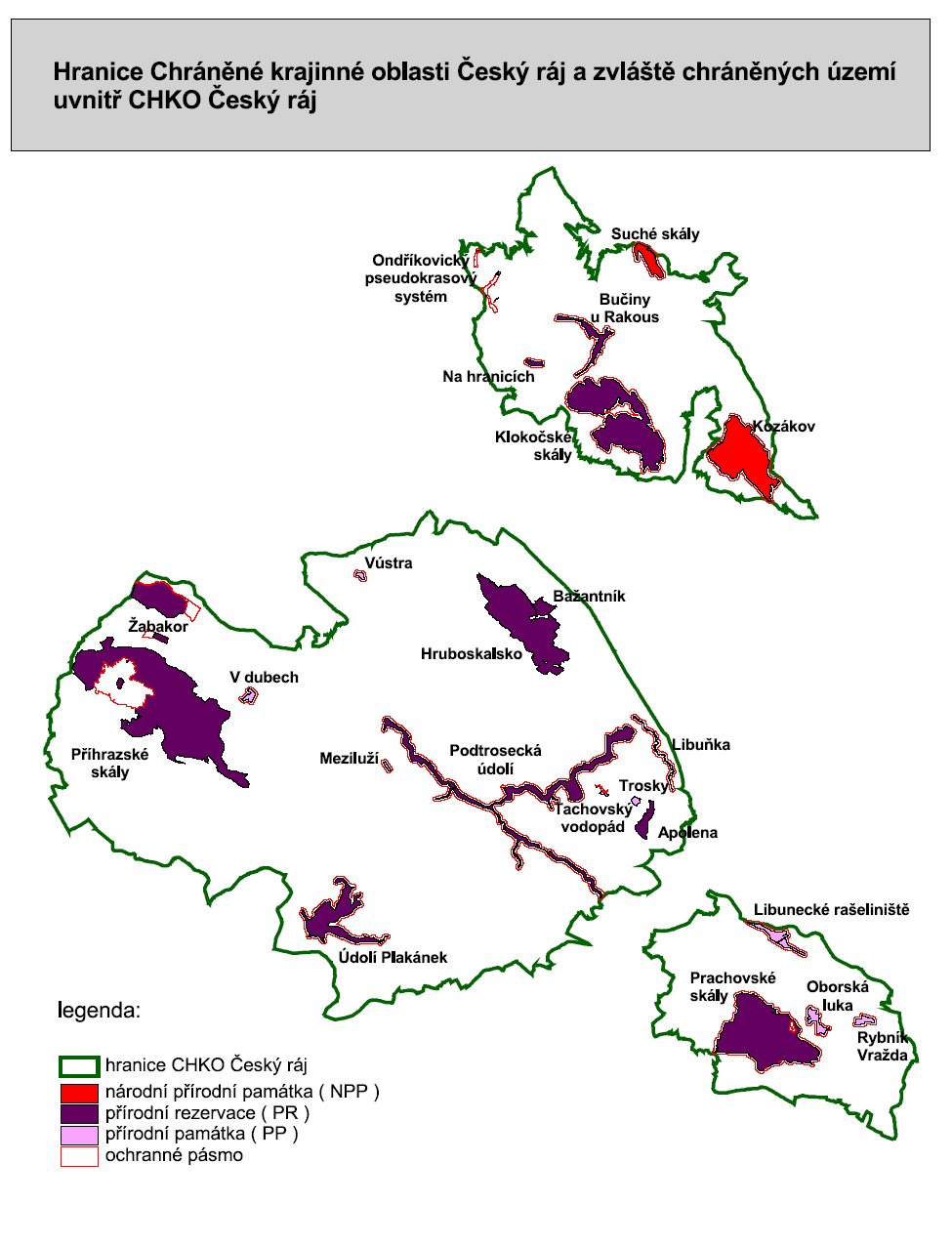
Mapa CHKO Český ráj

Český ráj je také název pro chráněnou krajinnou oblast existující od roku 1955, jež obsahuje pouze tři menší nespojitá území v rámci větší pomyslné oblasti turistického regionu. V roce 2002 došlo k rozšíření rozlohy CHKO z 92 km² na 181 km². CHKO Český ráj je nejstarším velkoplošných chráněným územím v České republice. V roce 2005 byl Český ráj zařazen do evropské sítě geoparků UNESCO. CHKO se nachází na území tří krajů a čtyř okresů – Královéhradecký kraj (okres Jičín), Liberecký kraj (okresy Semily a Jablonec nad Nisou) a Středočeský kraj (okres Mladá Boleslav). Sídlo CHKO Český ráj je v Turnově. Na území CHKO se nachází 2 národní přírodní památky, 11 přírodních rezervací a 11 přírodních památek.

## Části
Český ráj se zpravidla člení na několik území:
- Severovýchodně od Turnova
  - Maloskalsko
  - Klokočské skály
  - oblast okolí Kozákova
- Jihozápadně až jihovýchodně od Turnova
  - Příhrazské skály
  - Hruboskalsko
  - oblast okolí Trosek
  - Prachovské skály

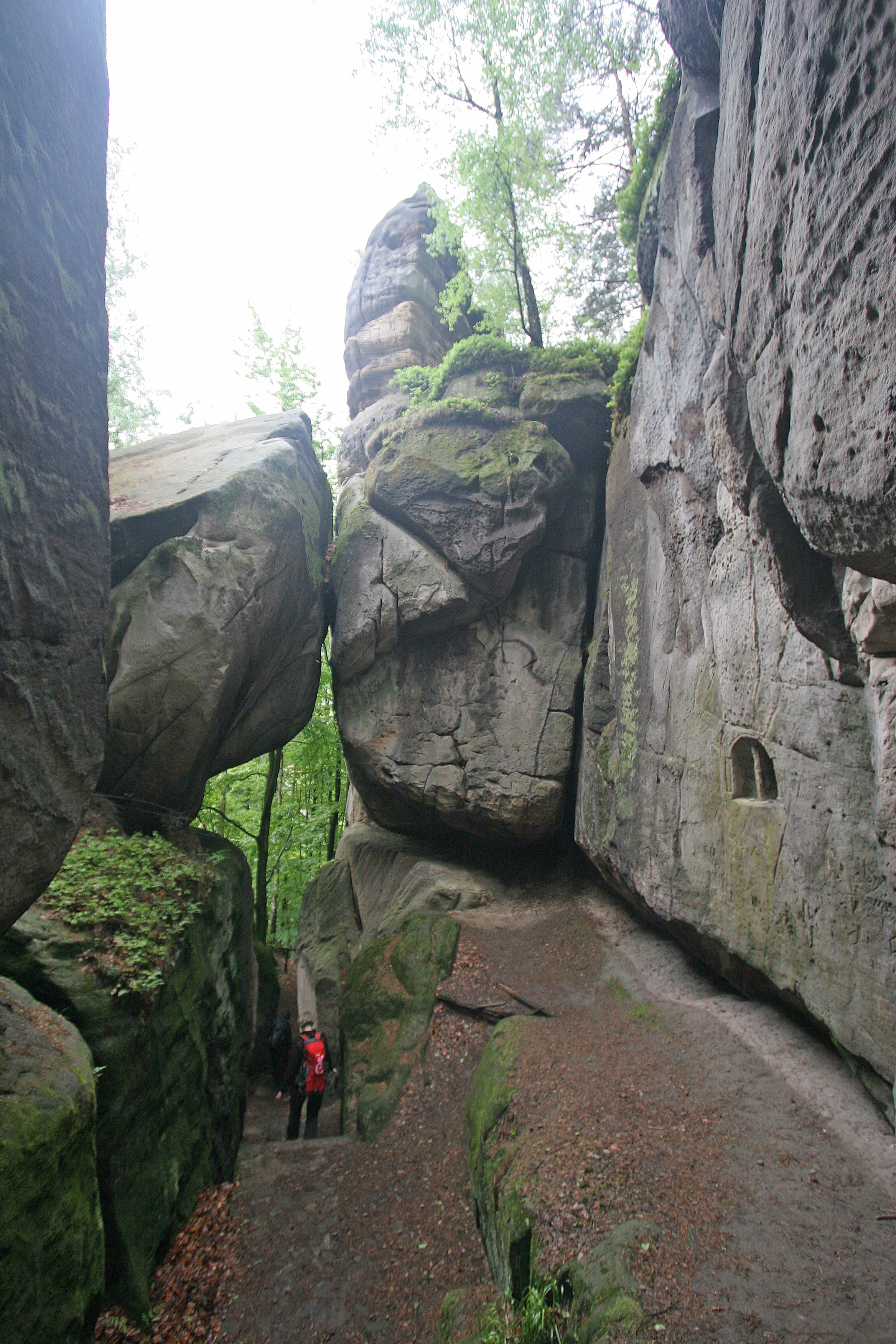
Klokočské skály
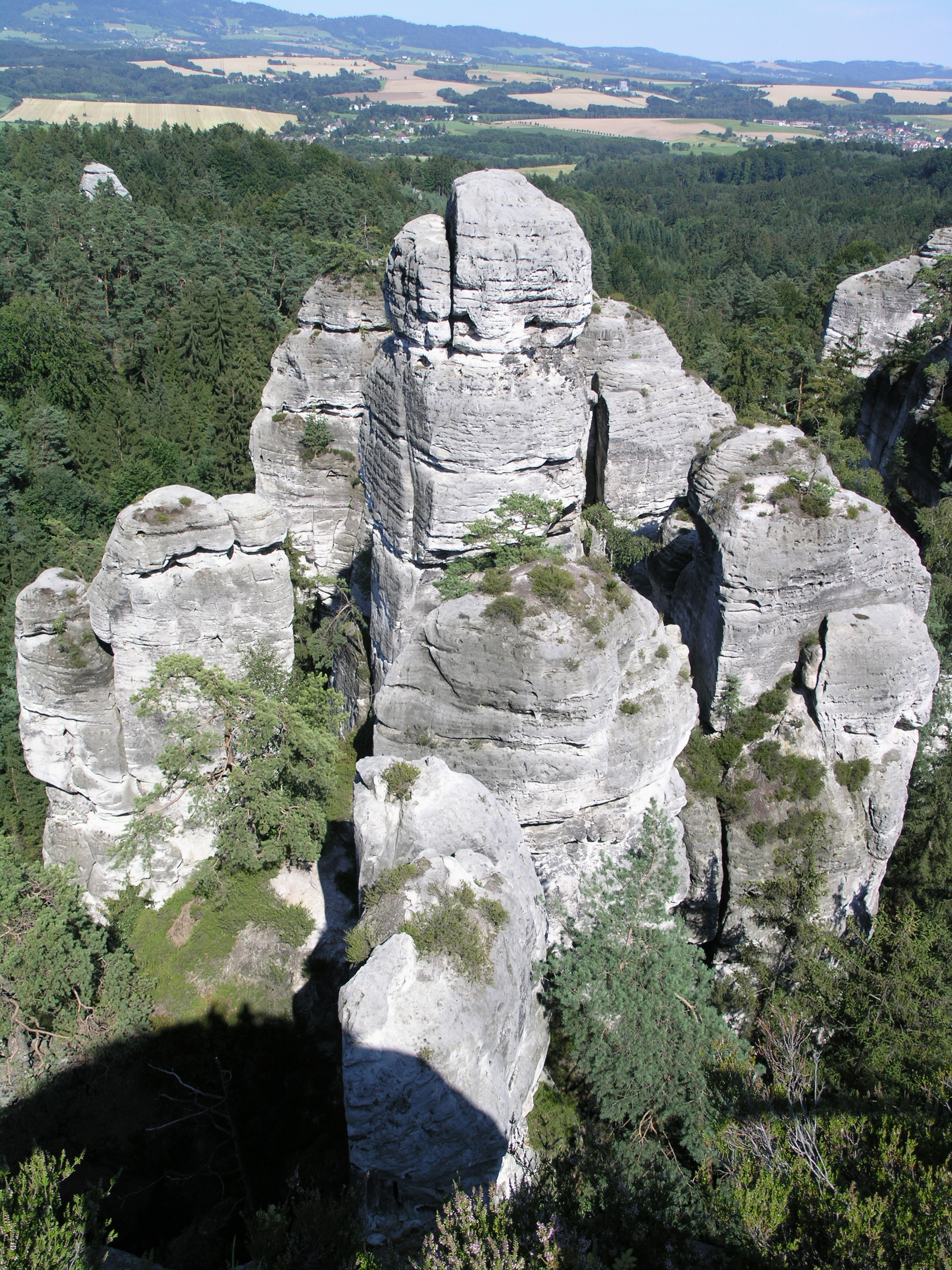
Hruboskalsko
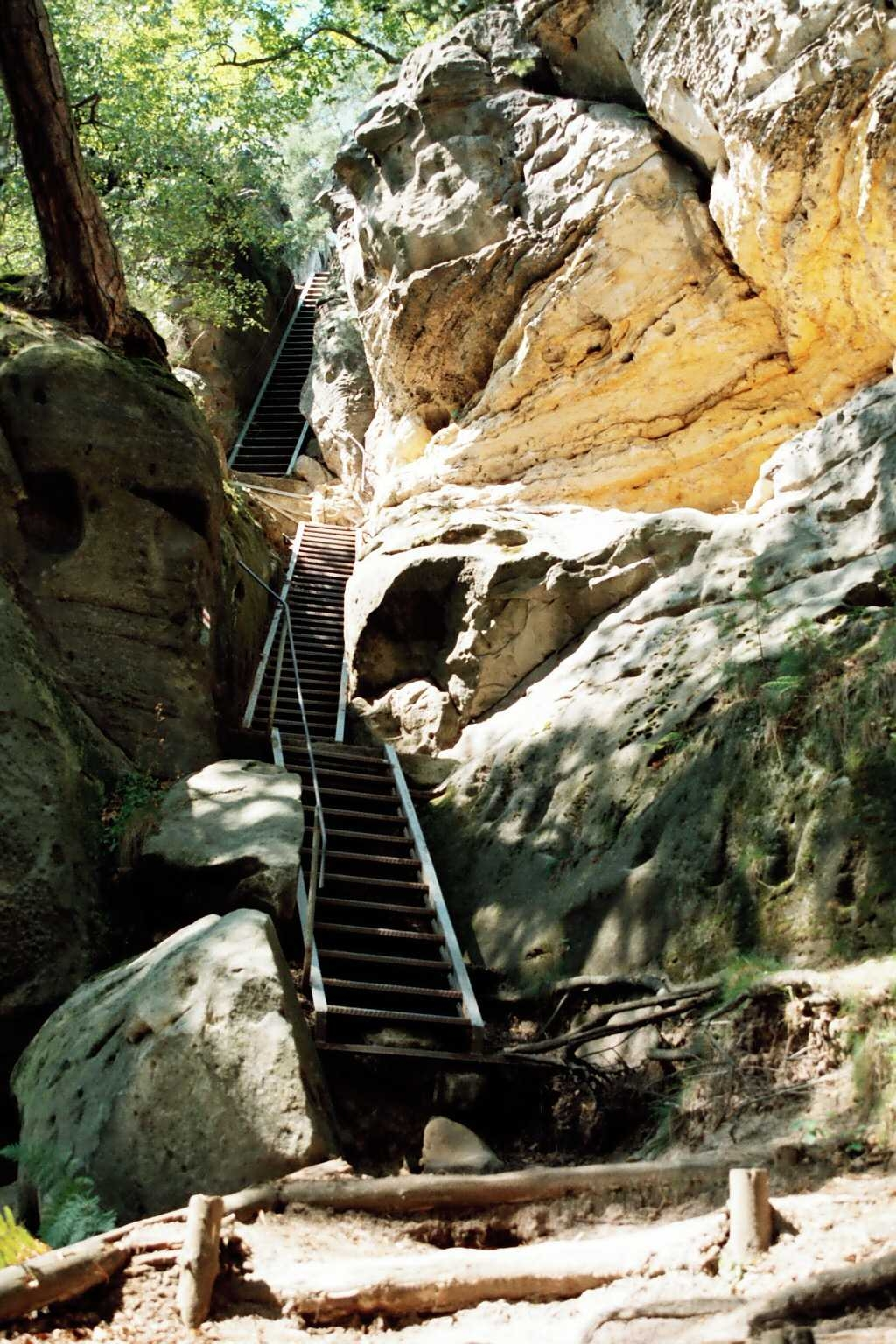
Příhrazské skály
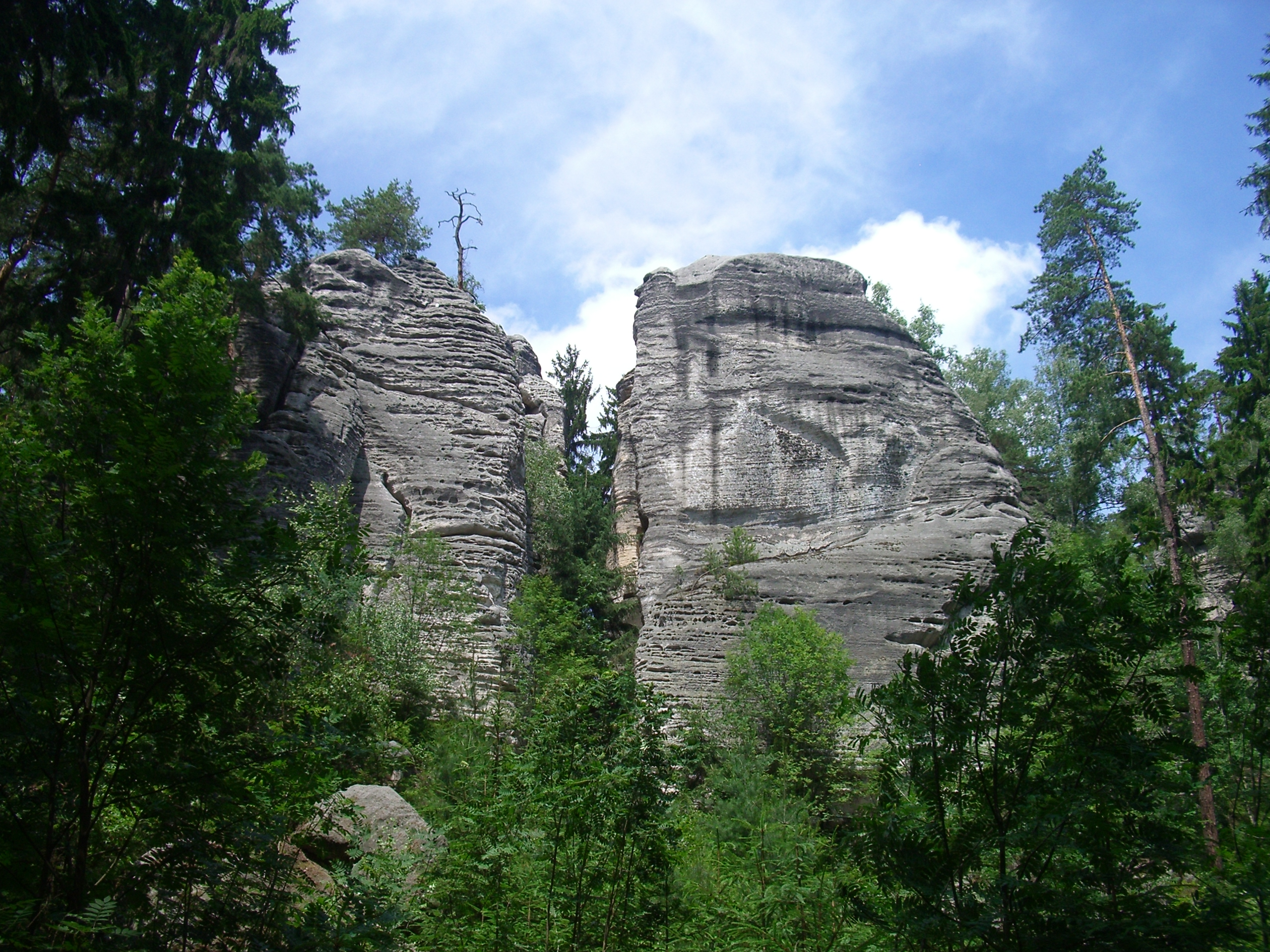
Prachovské skály

## Památky
- Hrad Kost
- Hrad Trosky
- Zámek Sychrov
- Hrad Valdštejn
- Hrad a zámek Staré hrady
- Zámek Humprecht
- Valdštejnská lodžie Jičín
- Drábské světničky
- Zřícenina hradu Rotštejn
- Zřícenina hradu Valečov
- Zřícenina hradu Frýdštejn
- Věž Jičín

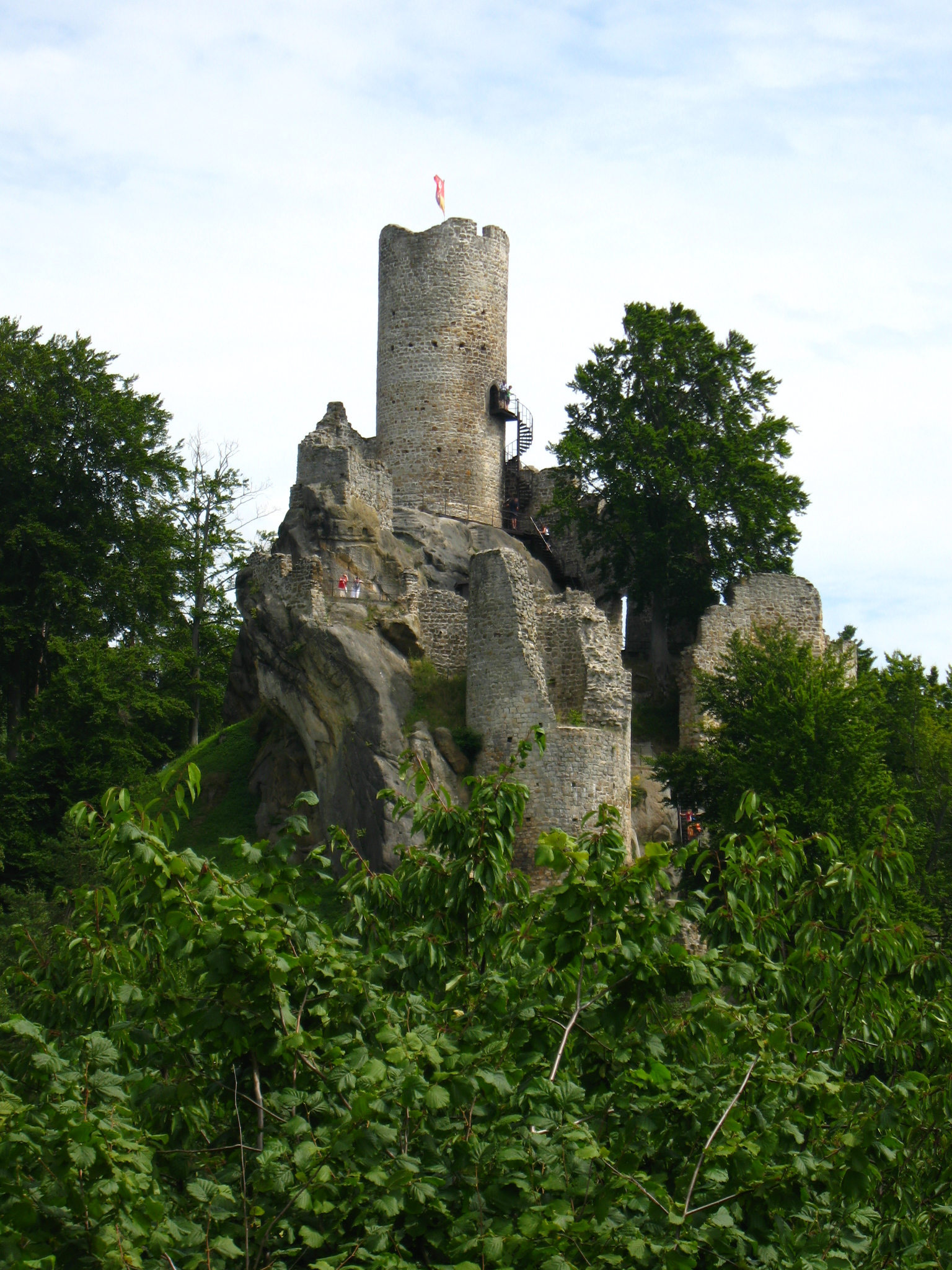
Hrad Frýdštejn
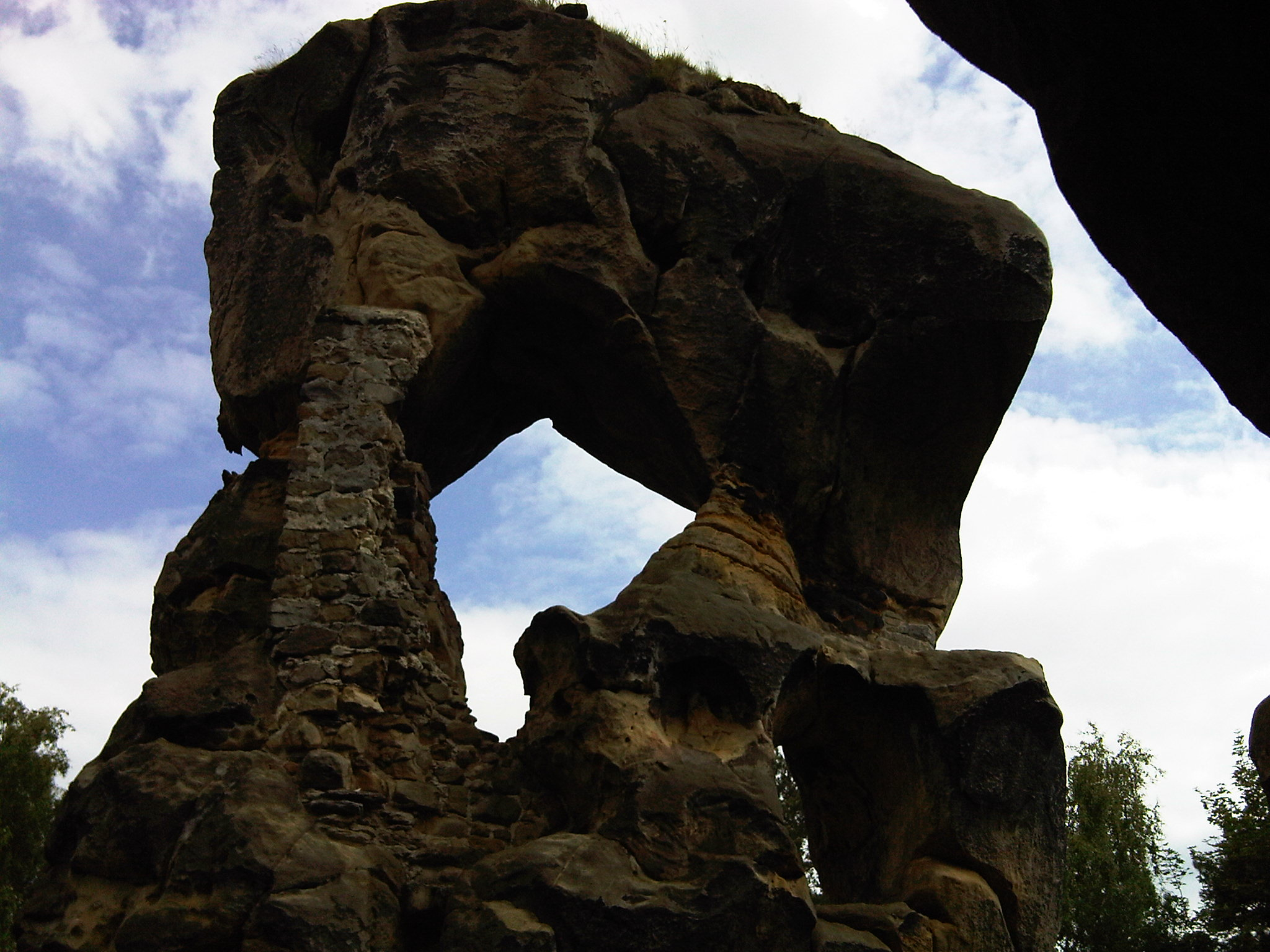
Hrad Rotštejn - skalní blok "Brána"
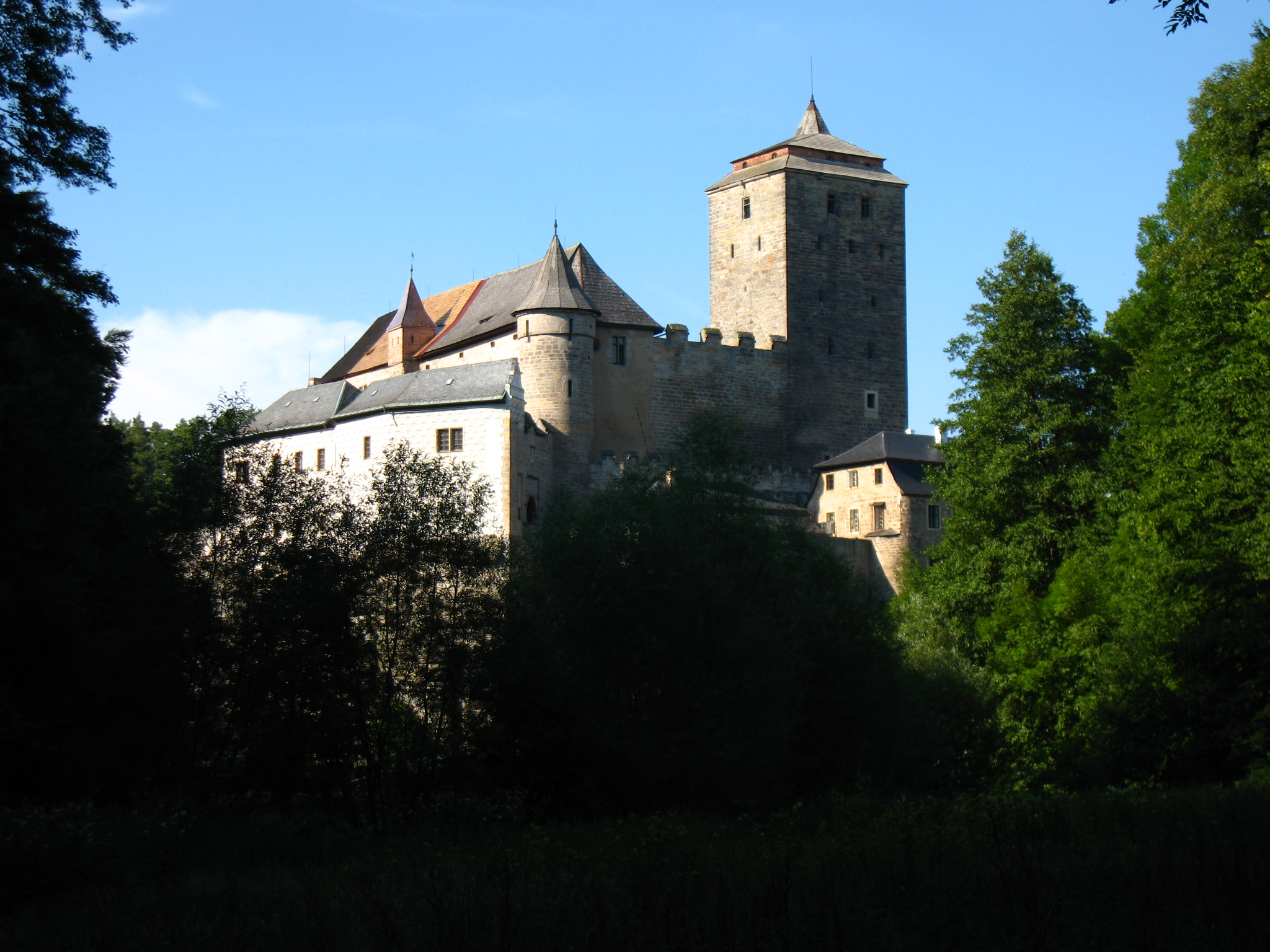
Hrad Kost
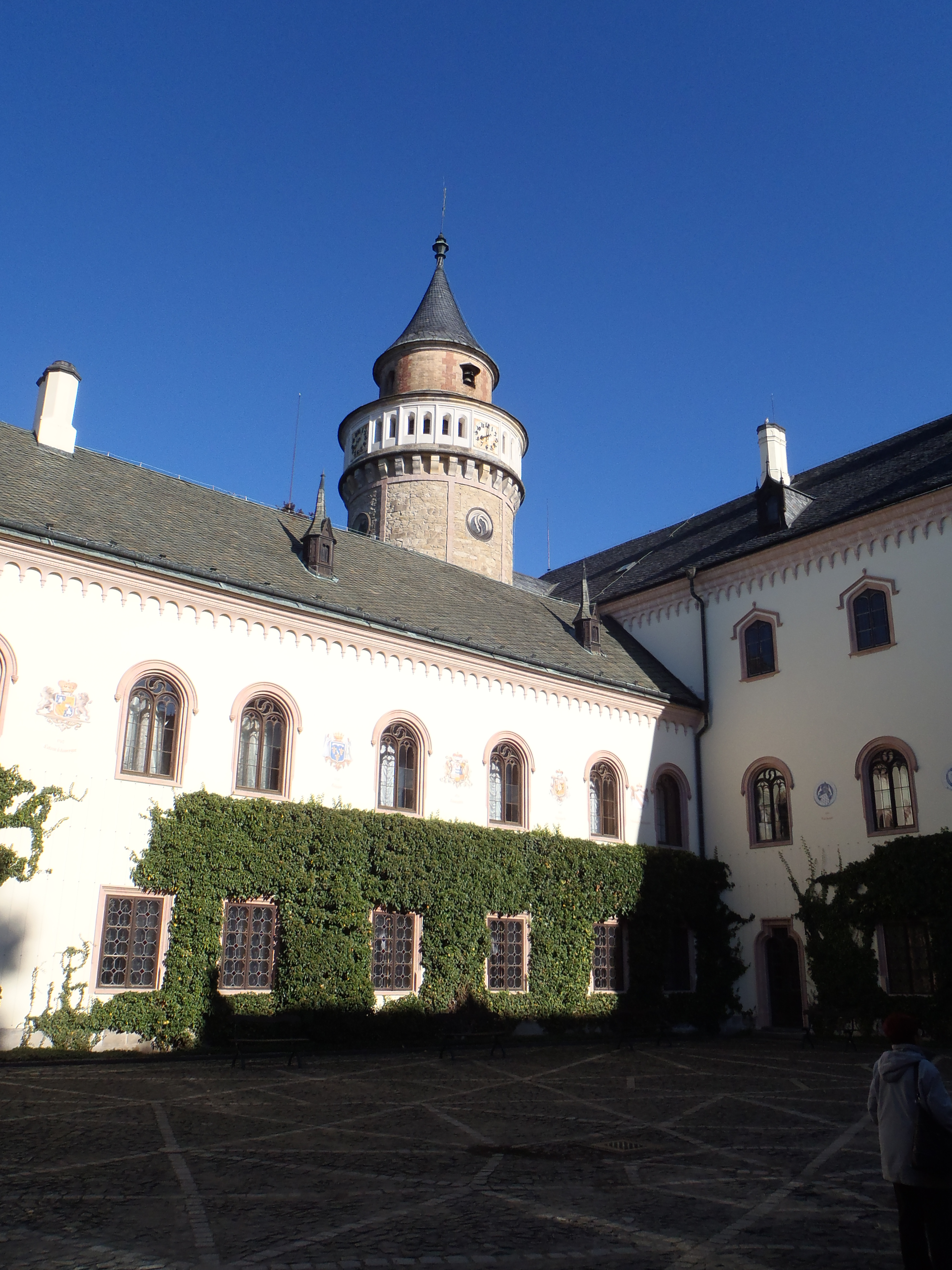
Zámek Sychrov
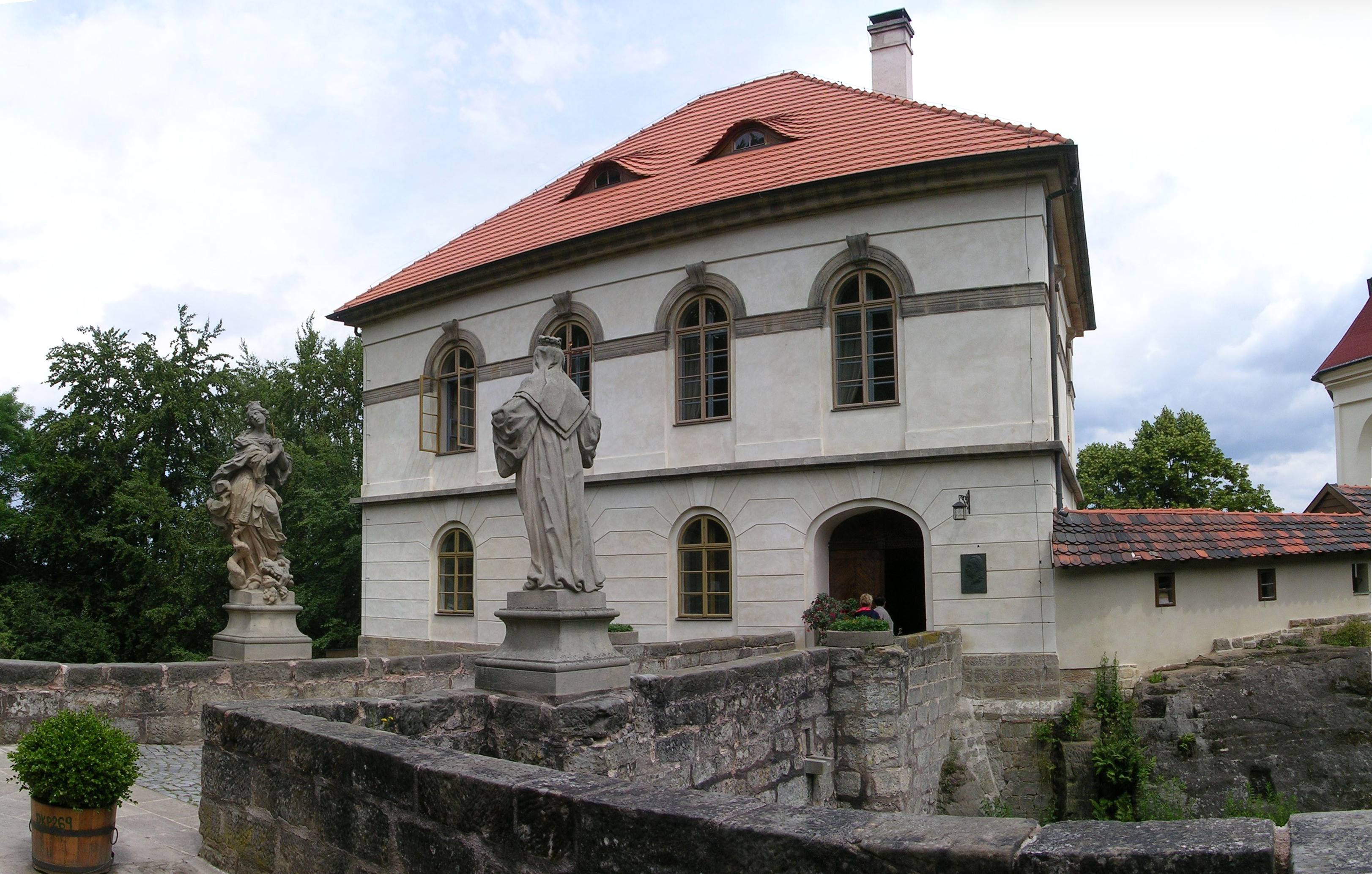
Hrad Valdštejn
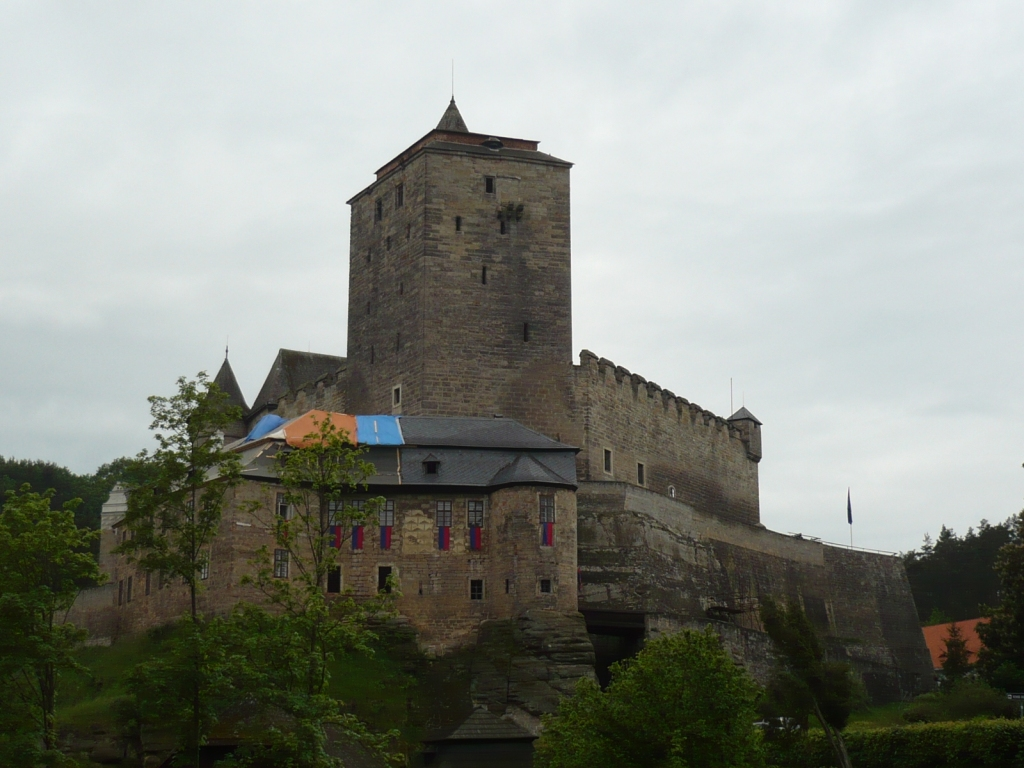
Hrad Kost
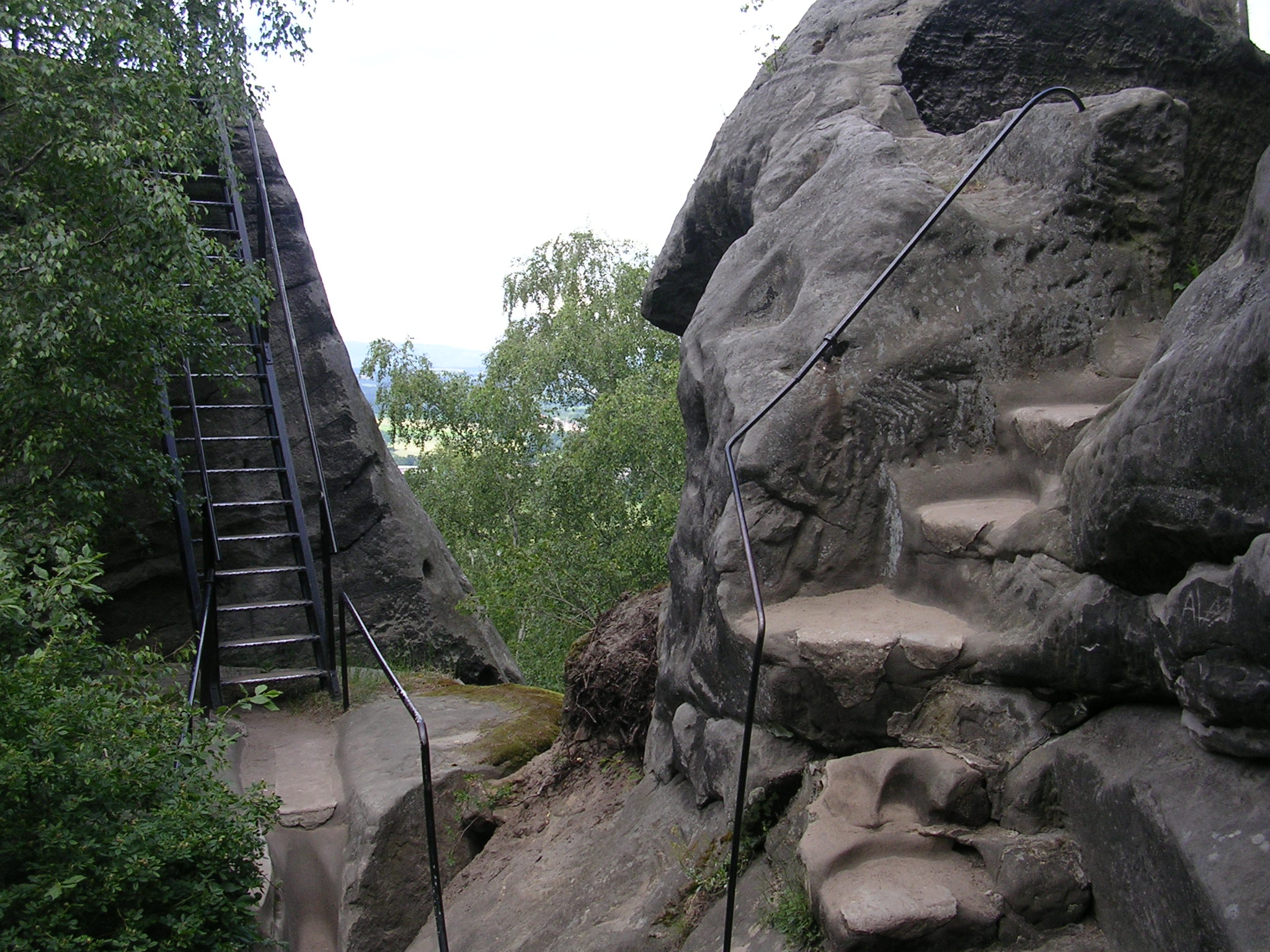
Drábské světničky
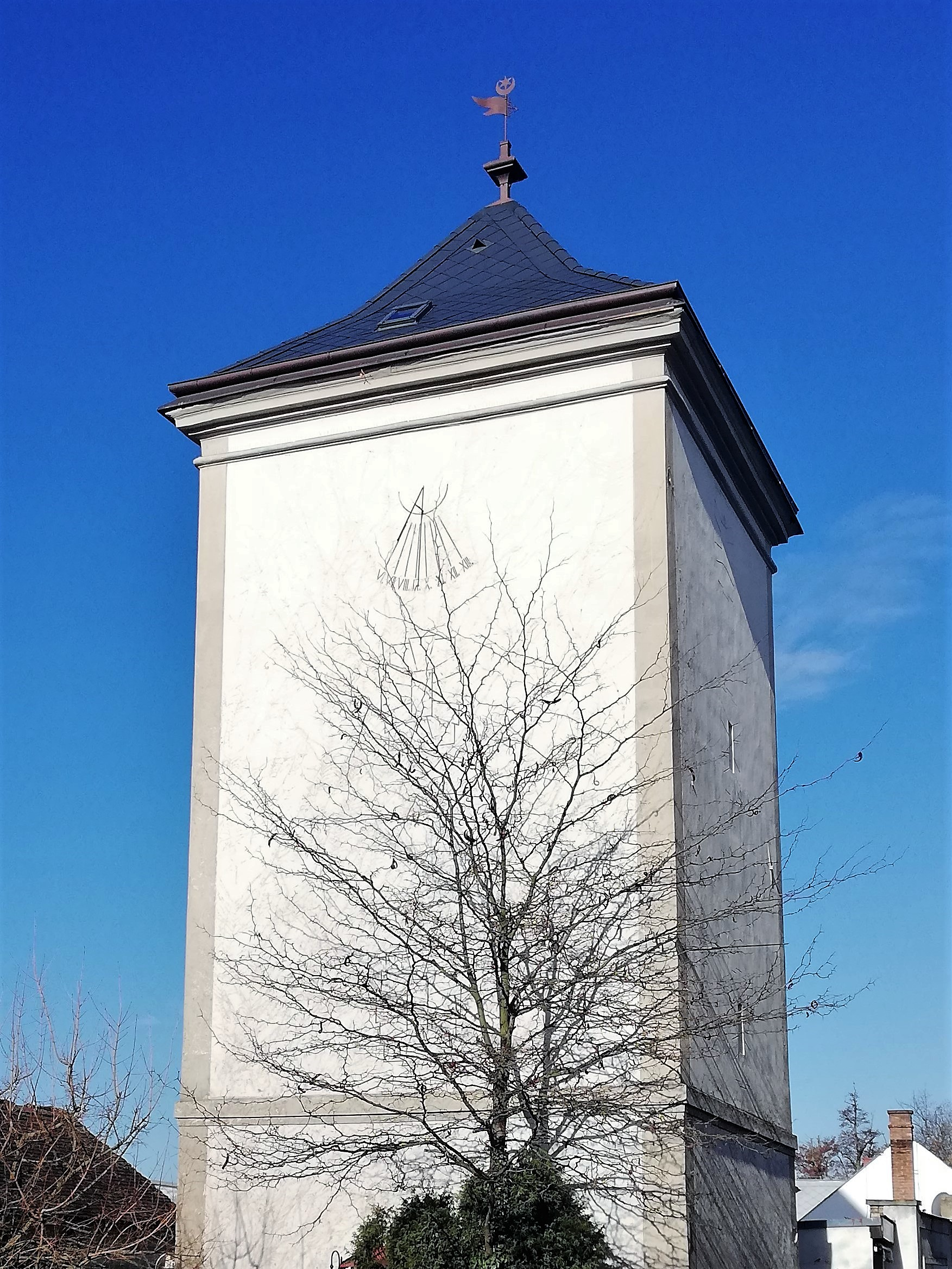
Věž Jičín

## Turistika
Napříč regionem vede Zlatá stezka Českého ráje. V Českém ráji se nachází mnoho značených turistických stezek a cyklotras. V roce 2019 navštívilo Český ráj 1,9 milionu turistů. Mezi nejnavštěvovanější turistické cíle v regionu patří Škoda Auto muzeum, Zámecký resort Dětenice, Prachovské skály, Hrad a zámek Staré Hrady, Trosky a zámek Sychrov.

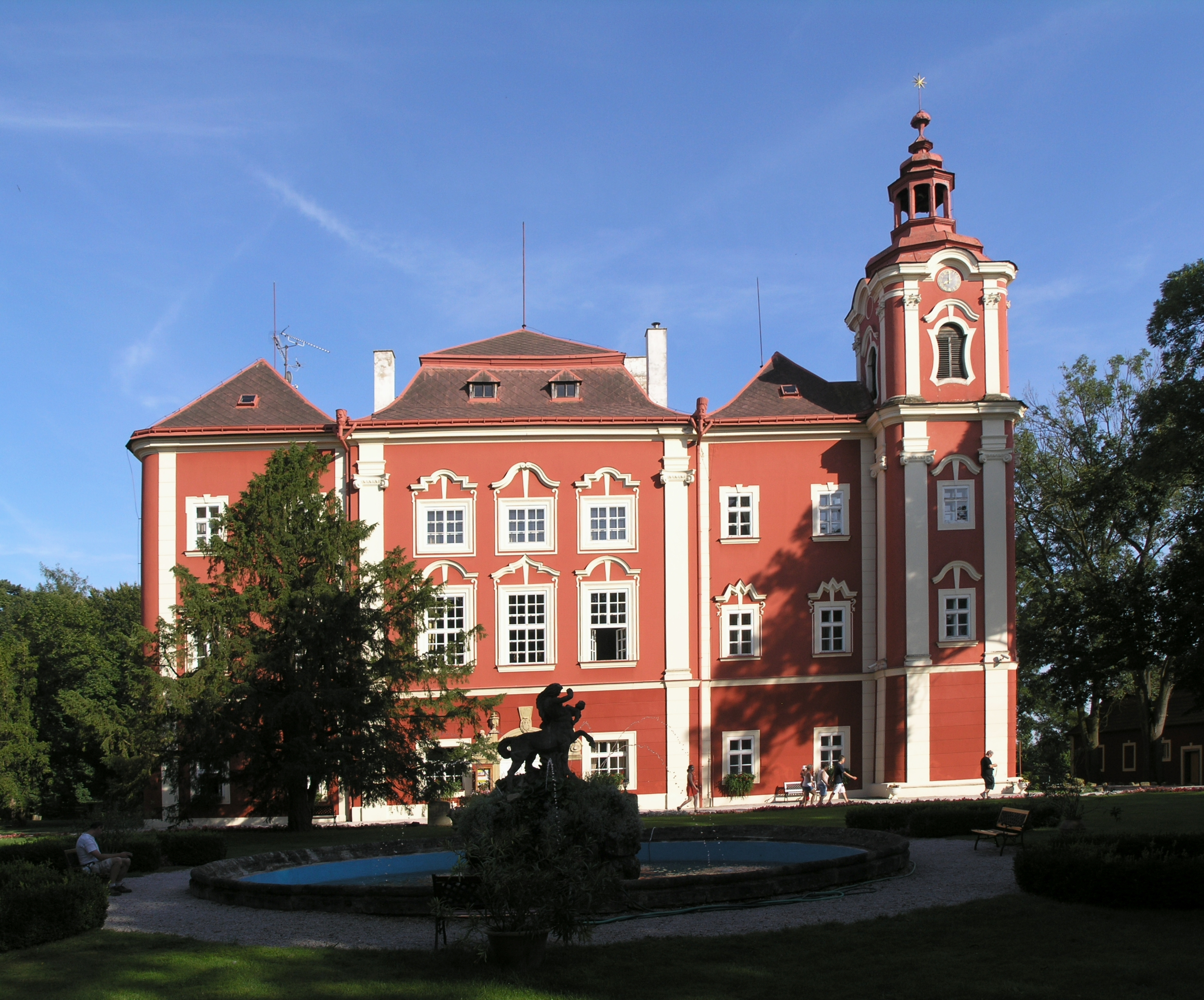
Dětenice
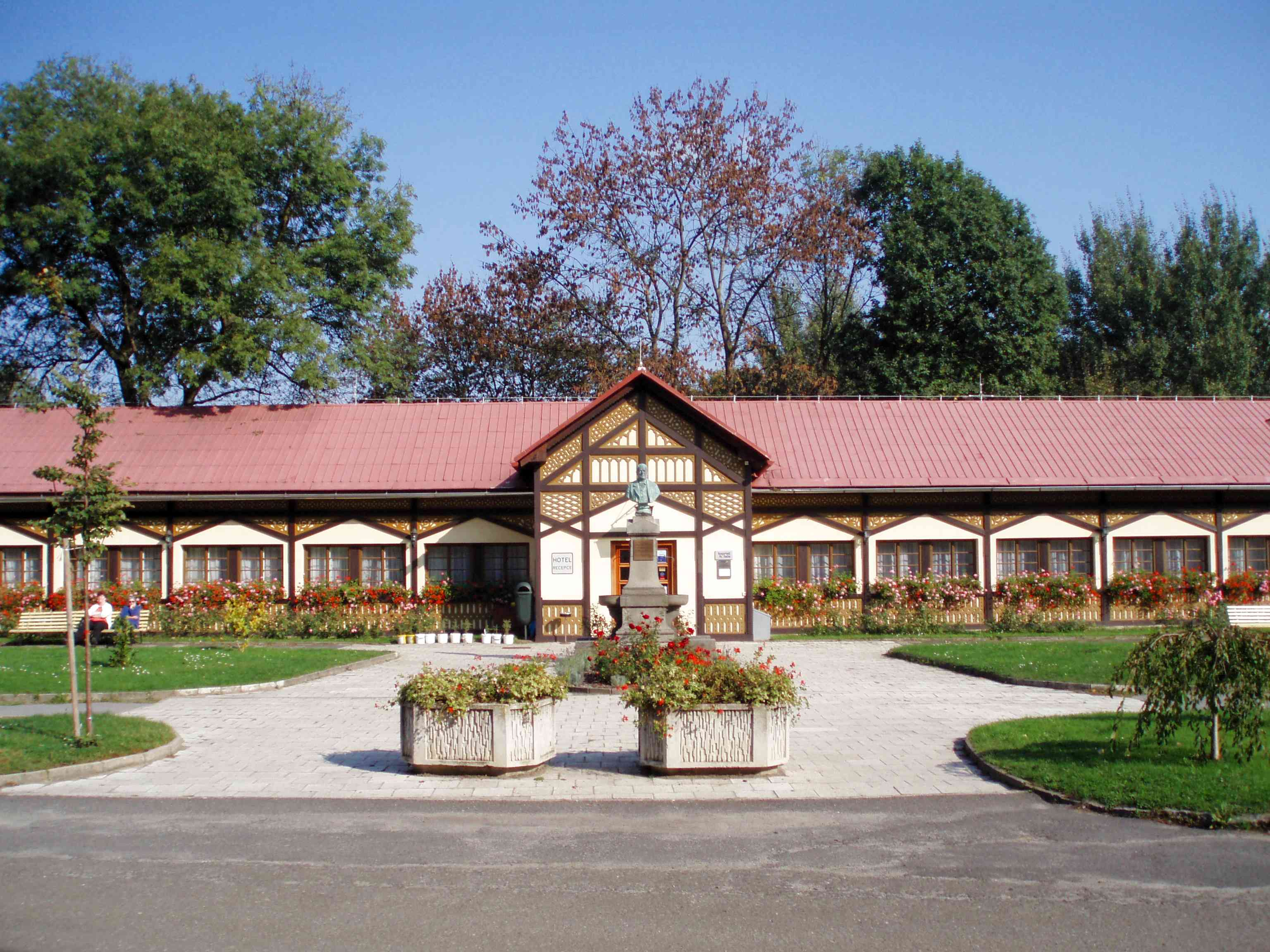
Lázně Sedmihorky

## Galerie

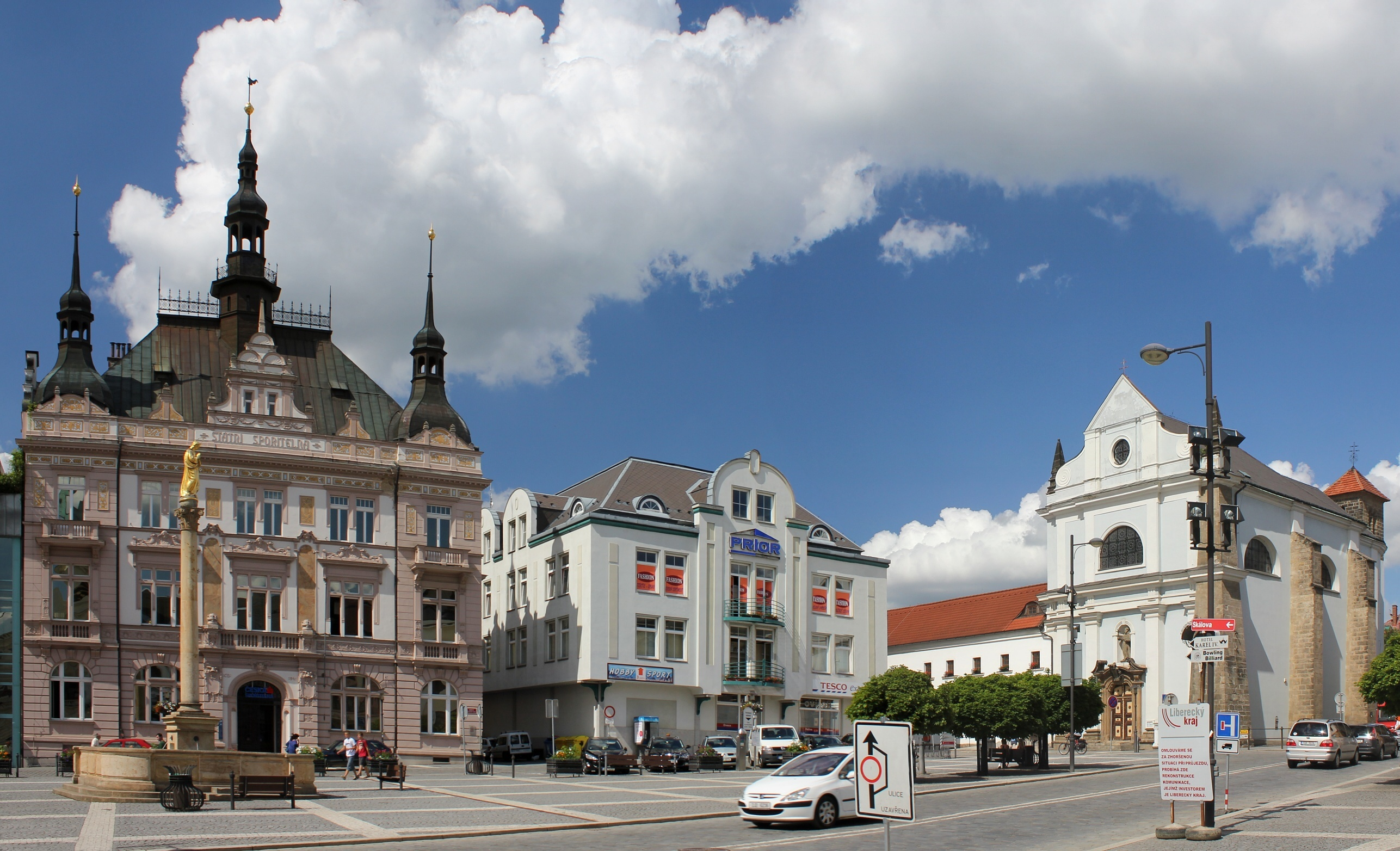
Náměstí Českého ráje, Turnov
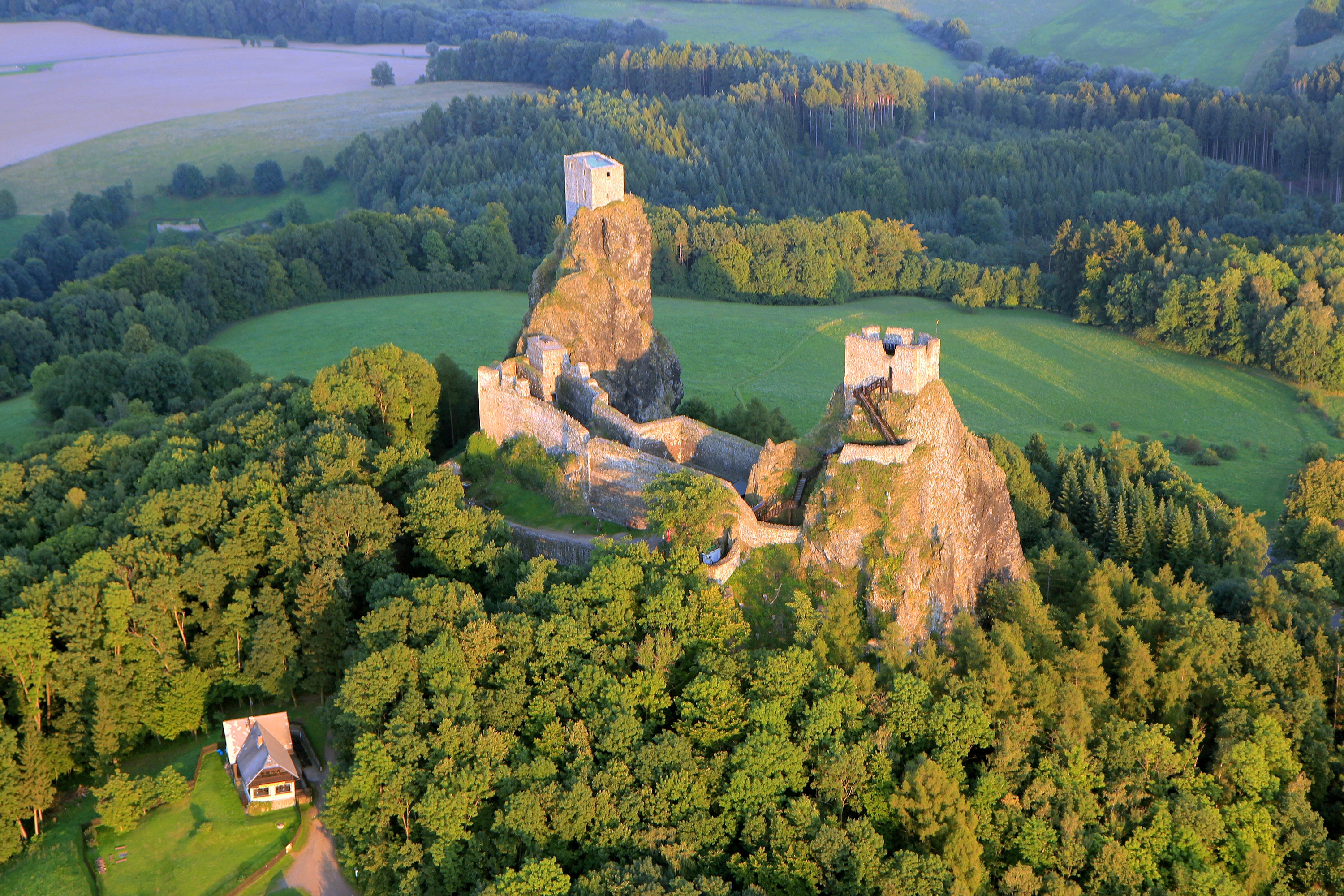
Hrad Trosky, letecký snímek
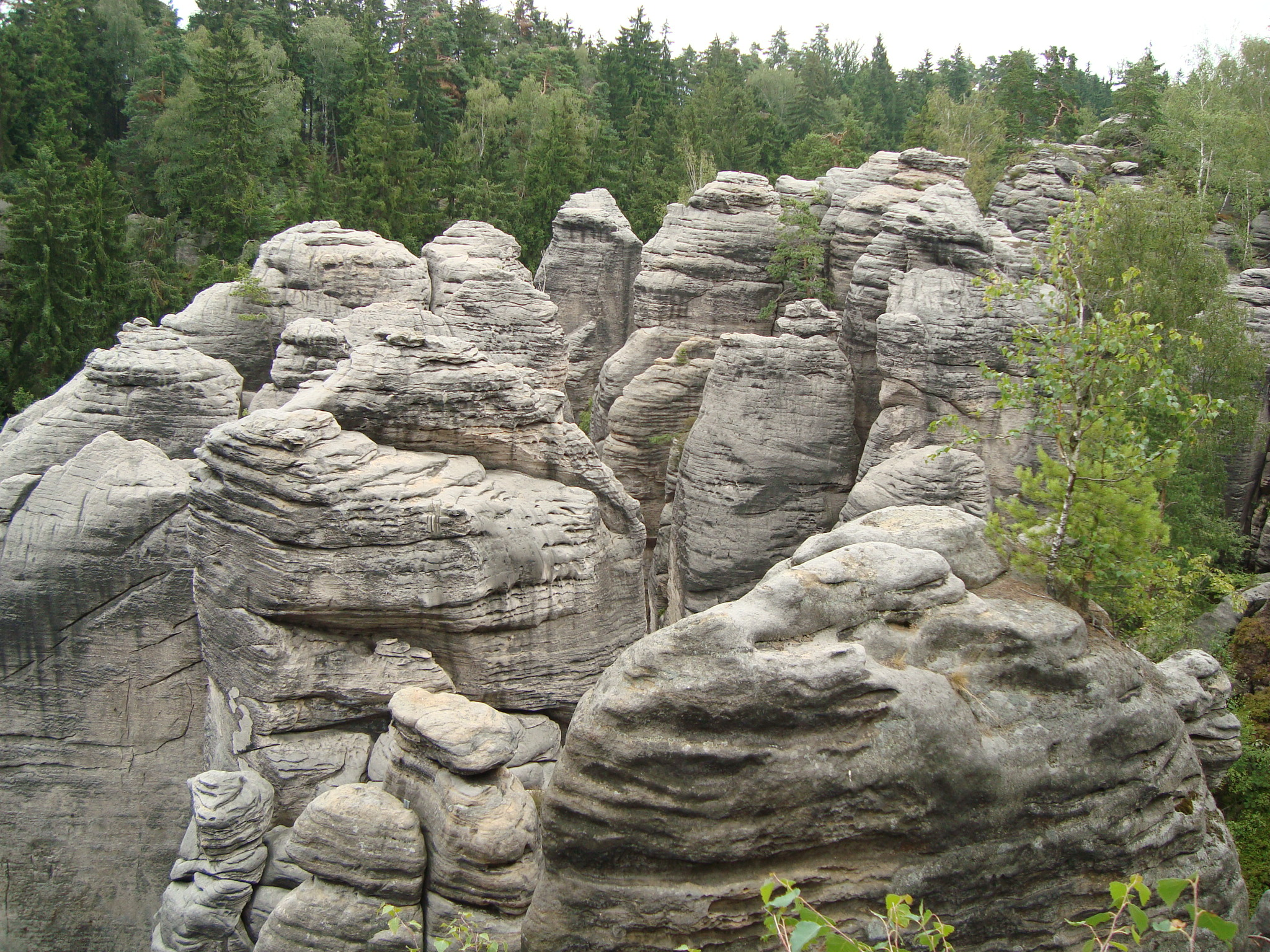
Prachovské skály
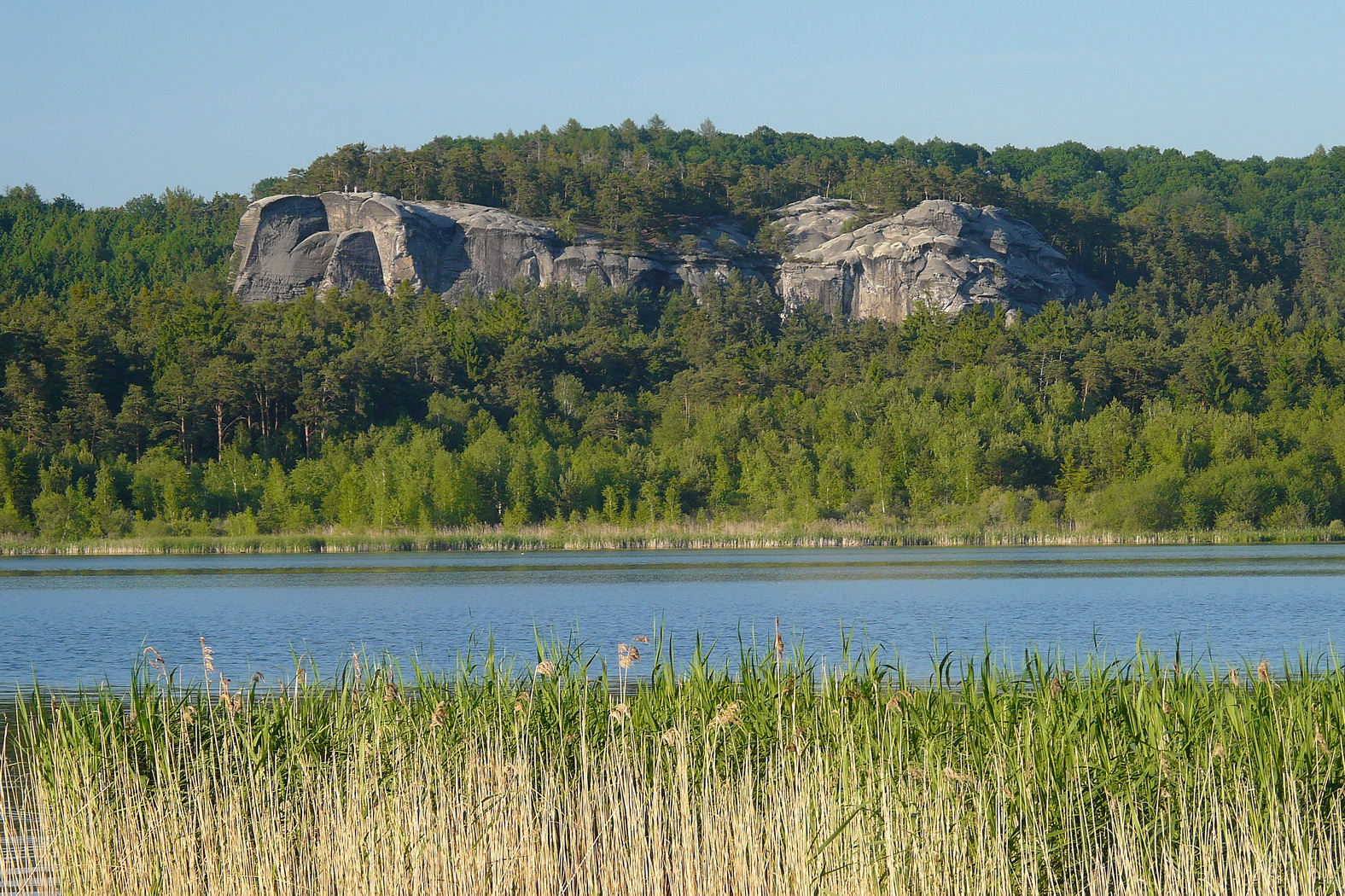
Skála Sokolka nad Komárovským rybníkem
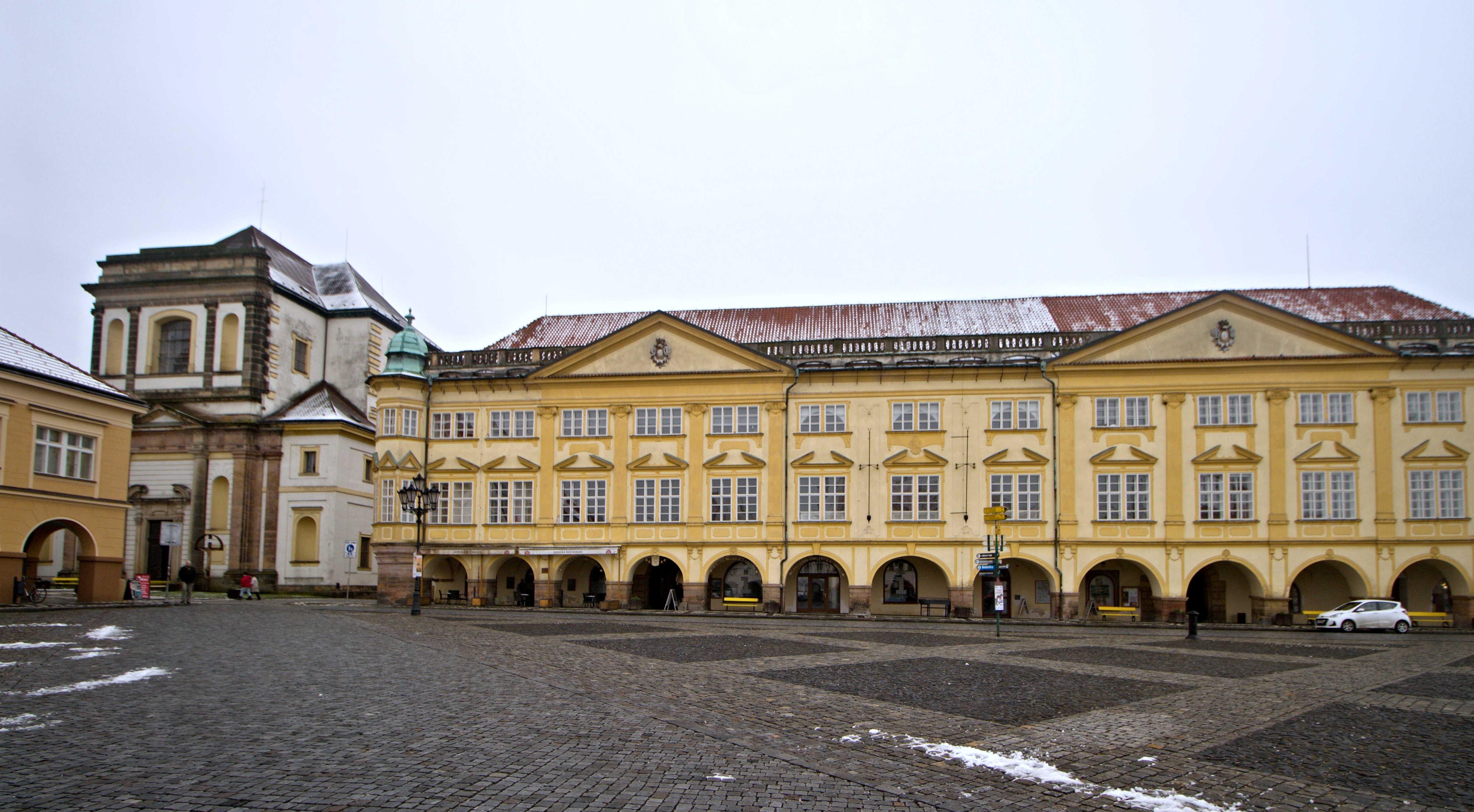
Jičín, náměstí a zámek